# Радзивіловський Олександр Павлович
Олександр Павлович (Ізраїль Мойсейович) Радзивіловський (серпень 1904, місто Сімферополь, тепер Автономна Республіка Крим — розстріляний 25 січня 1940, Москва) — радянський діяч органів держбезпеки, начальник УНКВС по Івановській області. Входив до складу особливої трійки НКВС СРСР. Депутат Верховної Ради СРСР 1-го скликання (1937—1938). 

## Біографія
Народився в родині прикажчика. З 1914 по жовтень 1920 року навчався в Севастопольському комерційному училищі (15-й Севастопольській трудовій школі), закінчив шість класів. У 1920 році вступив до комсомолу.
У листопаді 1920 — 1921 року — секретний працівник особливого відділу ВЧК Чорного і Азовського морів. У 1921 році — секретар відділення Кримської міліції в Сімферополі. У серпні — вересні 1921 року — секретар уповноваженого Головного управління міліції НКВС РРФСР в Криму.
У вересні 1921 — лютому 1922 року — секретний уповноважений Кримської надзвичайної комісії (ЧК). У лютому — грудні 1922 року — уповноважений ДПУ Кримської АРСР. У грудні 1922 — січні 1923 року — помічник уповноваженого секретно-оперативного управління ДПУ Кримської АРСР. У січні 1923 — липні 1924 року — уповноважений секретного відділу ДПУ Кримської АРСР. У липні — вересні 1924 року — тво. начальника 1-го відділу секретно-оперативної частини ДПУ Кримської АРСР. У вересні — грудні 1924 року — уповноважений 1-го відділу секретно-оперативної частини ДПУ Кримської АРСР. У грудні 1924 — червні 1925 року — помічник начальника 1-го відділу секретно-оперативної частини ДПУ Кримської АРСР. У червні — вересні 1925 року — начальника 1-го відділення секретного відділу ДПУ Кримської АРСР.
У вересні — грудні 1925 року — уповноважений 2-го відділення секретного відділу ОДПУ СРСР. У грудні 1925 — квітні 1926 року — уповноважений 3-го відділення секретного відділу ОДПУ СРСР.
У квітні — грудні 1926 року — начальник секретного відділу Вітебського окружного відділу ДПУ. У грудні 1926 — вересні 1927 року — начальник секретного відділу Брянського губернського відділу ДПУ. У жовтні 1927 — вересні 1928 року — начальник особливого відділу (контррозвідувального відділу) Гомельського окружного відділу ДПУ.
Член ВКП(б) з грудня 1927 року.
У жовтні 1928 — жовтні 1929 року — уповноважений 2-го відділення секретного відділу ОДПУ СРСР. У жовтні 1929 — січні 1930 року — помічник начальника 8-го відділення секретного відділу ОДПУ СРСР. У січні 1930 — березні 1931 року — помічник начальника 3-го відділення секретного відділу ОДПУ СРСР. У березні — вересні 1931 року — співробітник для особливих доручень секретно-політичного відділу ОДПУ СРСР.
У вересні 1931 — липні 1934 року — начальник секретно-політичного відділу Повноважного представництва ОДПУ при СНК СРСР по Московській області. Одночасно у травні 1933 — липні 1934 року — помічник повноважного представника ОДПУ СРСР по Московській області. У липні 1934 — березні 1935 року — начальник секретно-політичного відділу і помічник начальника УДБ НКВС по Московській області.
У березні 1935 — липні 1937 року — заступник начальника УНКВС по Московській області.
З 20 липня 1937 по 28 лютого 1938 року — начальник Управління НКВС по Івановській області. Входив до складу особливої трійки, створеної за наказом НКВС СРСР від 30 липня 1937 року, брав активну участь в сталінських репресіях.
З лютого по березень 1938 року перебував у розпорядженні відділу кадрів НКВС СРСР та був тимчасово виконуючим обов'язків заступника народного комісара внутрішніх справ Української РСР.
28 березня — 13 вересня 1938 року — начальник 3-го відділу 3-го управління НКВС СРСР.
Заарештований 13 вересня 1938 року. Засуджений Військовою колегією Верховного суду СРСР 24 січня 1940 року до страти. Розстріляний наступного дня. Не реабілітований.

## Звання
- старший майор державної безпеки (29.11.1935)

## Нагороди
- орден Леніна (11.07.1937)
- орден «Знак Пошани» (14.05.1936)
- орден Червоного Прапора (20.12.1932)
- знак «Почесний працівник ВЧК-ДПУ (V)» (1930)
- знак «Почесний працівник ВЧК-ДПУ (XV)» (8.04.1933)